# Сац, Александр Игоревич
Алекса́ндр И́горевич Сац (31 января 1941, Москва — 18 января 2007, Вена) — российский пианист, педагог, музыкальный редактор.
Начал профессиональные занятия музыкой в 14 лет, когда стал брать уроки игры на фортепиано у Леонида Брумберга, ученика и ассистента легендарного Генриха Нейгауза. После года интенсивных занятий был принят в музыкальную школу им. Гнесиных.
В 1956 г. был принят на второй курс в Государственный музыкально-педагогический институт имени Гнесиных в Москве, который окончил в 1963 г. и был приглашён на преподавательскую работу (с 1971 профессор).
В 1989 г. эмигрировал в США.
С 1991 г. жил в Австрии, был профессором Академии музыки и изящных искусств в Граце. С 1999 г. был приглашённым профессором Королевской академии музыки в Лондоне. Проводил мастер-классы во многих европейских странах и в Австралии.
А. И. Сац выступал с концертами в странах бывшего СССР, в Австрии, Италии, Франции, Великобритании, Германии, Тайване. Принимал участие в таких известных международных музыкальных фестивалях, как Фестиваль Гидона Кремера в Локенхаузе (Австрия) и Орландо-фестиваль (Нидерланды). Сотрудничал с Даниилом Шафраном, Татьяной Гринденко.
Среди наиболее знаменитых учеников А. И. Саца — Борис Березовский, Амандин Савари, Лилия Зильберштейн, Евгений Судьбин .